# Krystyna Krahelska

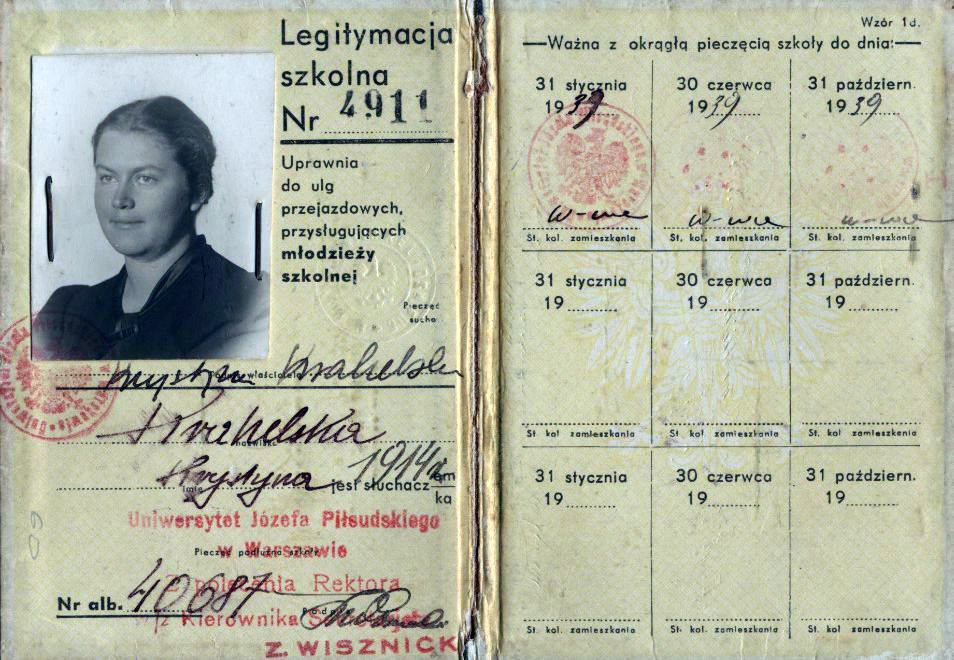
Legitymacja studencka Krystyny Krahelskiej wydana przez Uniwersytet Warszawski

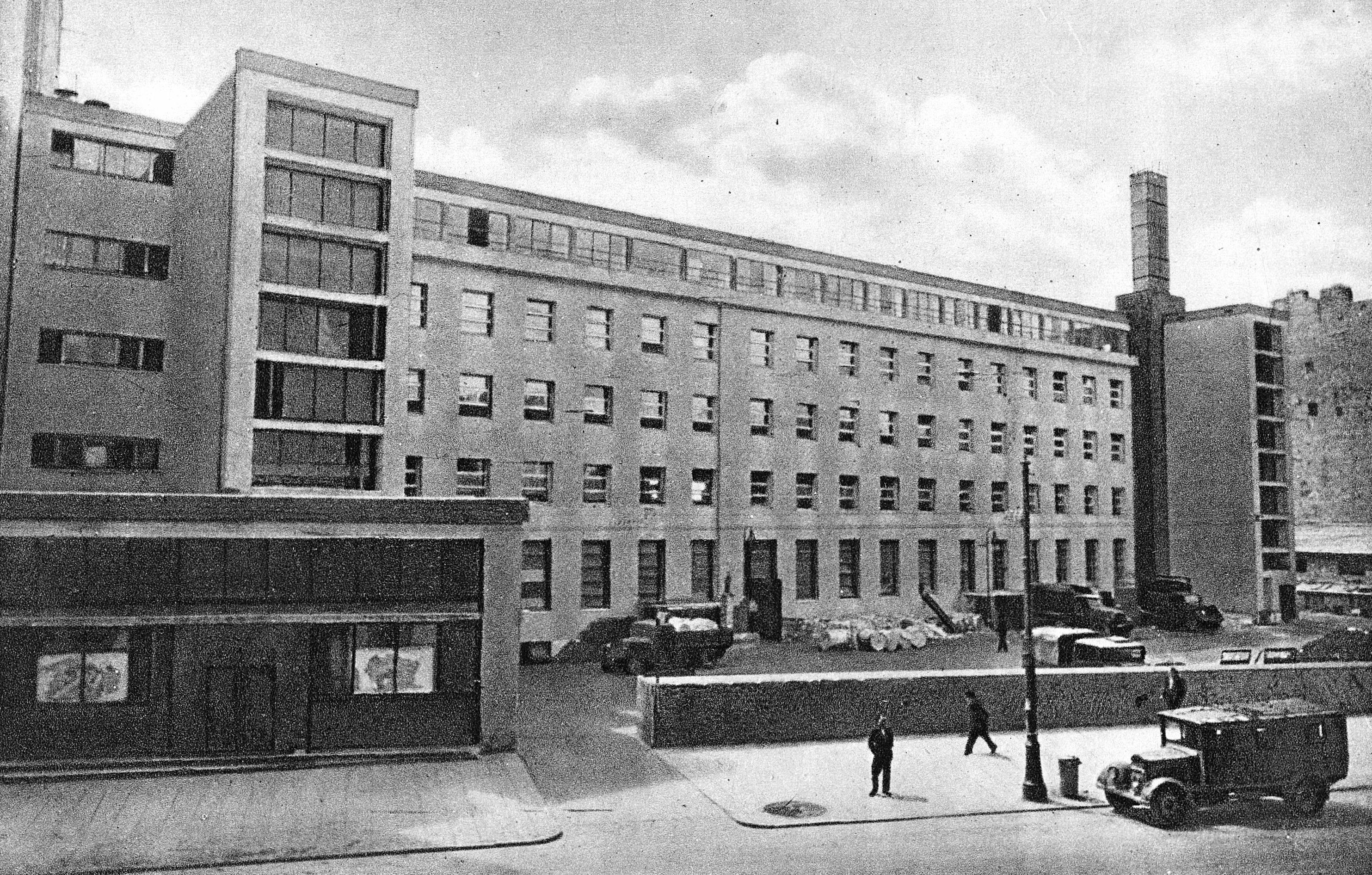
Dom Prasy przy ul. Marszałkowskiej 3/5, w pobliżu którego została śmiertelnie ranna Krystyna Krahelska

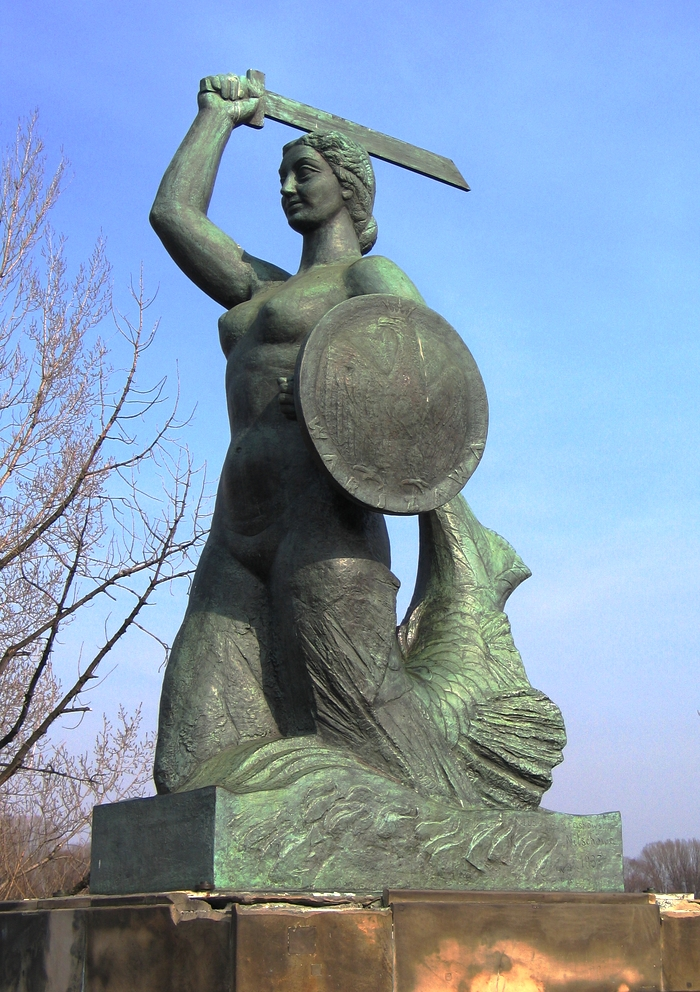
Pomnik Syreny, do którego pozowała poetka

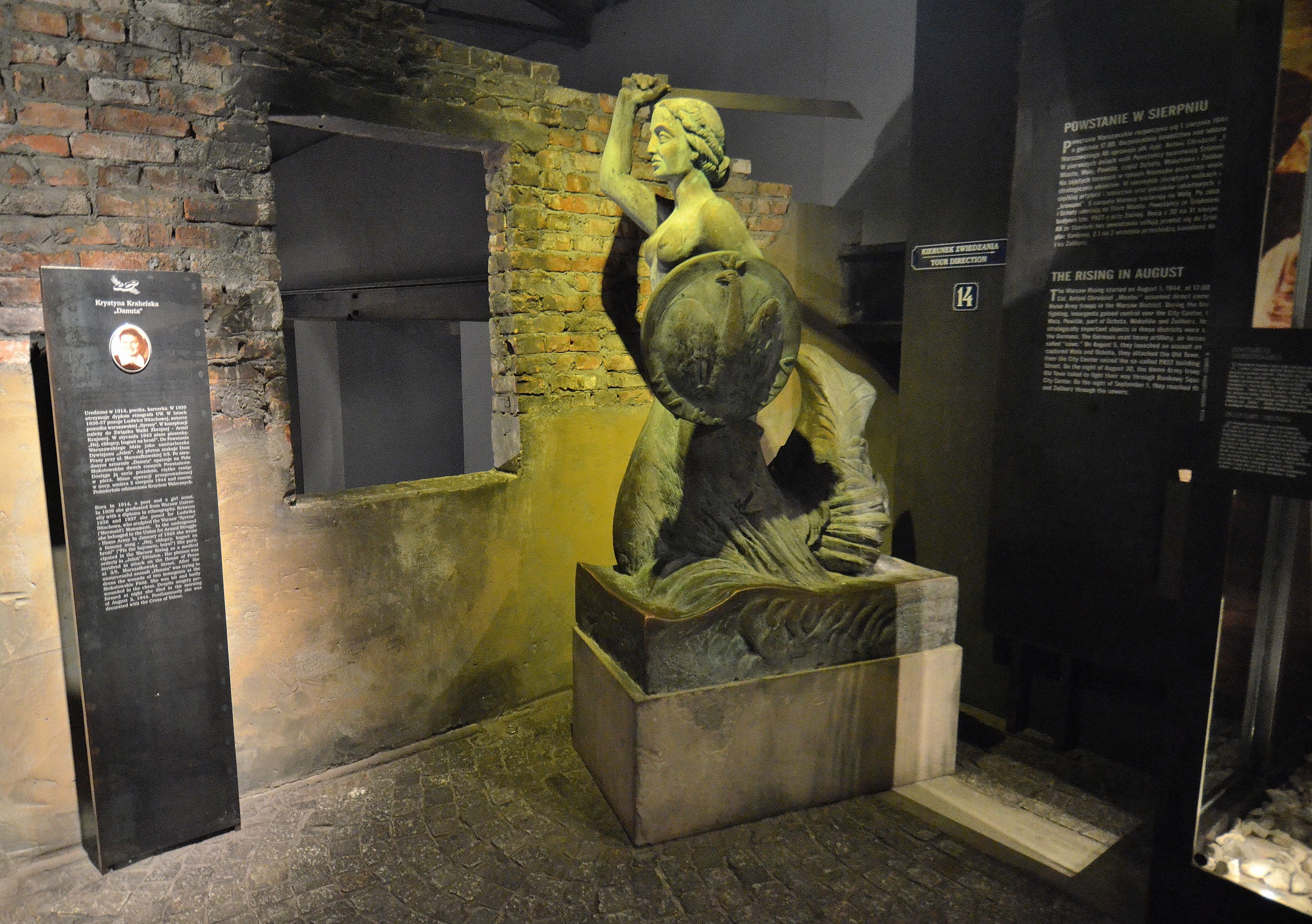
Fragment ekspozycji poświęconej Krahelskiej w Muzeum Powstania Warszawskiego

Krystyna Krahelska ps. „Danuta” (ur. 11 marca?/24 marca 1914 w Mazurkach k. Baranowicz, zm. 2 sierpnia 1944 w Warszawie) – polska poetka, harcerka, pielęgniarka, etnografka, żołnierka Armii Krajowej, uczestniczka powstania warszawskiego.

## Życiorys
Urodziła się w rodzinnym majątku w Mazurkach nad rzeką Szczarą koło Baranowicz jako córka Jana Krahelskiego, inżyniera, późniejszego oficera WP, starosty i wojewody poleskiego w latach 1926–1932 oraz Janiny Bury, biologa. Była bratanicą Wandy Krahelskiej-Filipowiczowej (uczestniczki zamachu na rosyjskiego generała-gubernatora Skałona) oraz kuzynką męża Haliny Krahelskiej. Była to typowa rodzina inteligencka.
Od roku 1928 członek ZHP, w latach 1929–1932 prowadziła gromadę zuchów. W roku 1931 uczestniczyła w składzie delegacji polskiej w Zlocie Skautów Słowiańskich w Pradze. W 1932 zdała maturę w gimnazjum im. Romualda Traugutta w Brześciu nad Bugiem.
Od października 1932 studiowała geografię i historię, a następnie etnografię na Wydziale Humanistycznym UW, gdzie była podopieczną Cezarii Baudouin de Courtenay Ehrenkreutz Jędrzejewiczowej. Kilkakrotnie wykonywała pieśni regionalne przed mikrofonami Polskiego Radia w Wilnie i Warszawie. W maju 1939 zdała egzamin dyplomowy.
W latach 1936–1937 pozowała Ludwice Nitschowej do pomnika Syreny. Nitschowa opisała Krahelską jako „wysoką, świetnie zbudowaną, mocną dziewczynę o słowiańskim, a raczej polskim typie urody”. Przyjęła ona propozycję rzeźbiarki, ale nie rozgłaszała tego faktu wśród znajomych. Twarz Syreny nie jest jednak jej twarzą, a rzeźbę zaczęto kojarzyć z Krahelską po wojnie, kiedy Nitschowa w jednym z wywiadów ujawniła jej nazwisko.  Jednak w marcu 1937 roku Maria Dąbrowska zapisała w dzienniku: (...) jedziemy do pracowni pani Kraskowskiej-Nitschowej zobaczyć pomnik Syreny (...) Pozowała do tego pomnika Krysia Krahelska, córka wojewody. Piękna jak syrena i śpiewa jak syrena.
We wrześniu 1939 w oblężonej stolicy działała w ramach obrony cywilnej, a podczas okupacji przebywała w Warszawie, a następnie pracowała w Państwowym Instytucie Gospodarstwa Wiejskiego w Puławach. Od grudnia 1939 w konspiracji w Związku Walki Zbrojnej. Łączniczka i kurierka do specjalnych poruczeń na teren Nowogródczyzny. Przewoziła broń, przeszkolona w służbie sanitarnej, a w latach 1943–1944 pracowała jako pielęgniarka w szpitalu powiatowym we Włodawie. Jako sanitariuszka jeździła do oddziałów partyzanckich i szkoliła dziewczęta do służby sanitarnej.
Od maja 1944 przebywała w Krakowie, a od połowy lipca 1944 ponownie w Warszawie. W powstaniu warszawskim przydzielona jako sanitariuszka 1108 plutonu (dowódca ppor. Karol Wróblewski ps. „Wron”) w 3. szwadronie I dywizjonu „Jeleń” 7 pułku Ułanów Lubelskich AK pod pseudonimem „Danuta”. 1 sierpnia, podczas prowadzonego przez pluton od strony ul. Polnej ataku na budynek Domu Prasy przy ul. Marszałkowskiej 3/5 (m.in. siedziba redakcji i drukarni „Nowego Kuriera Warszawskiego”), w momencie ratowania rannego kolegi została trzykrotnie postrzelona w klatkę piersiową. Była operowana w szpitalu powstańczym przy ul. Polnej 34, jednak w wyniku zadanych ran zmarła nad ranem 2 sierpnia.
Została pochowana w ogródku domu przy ul. Polnej 36. Po wojnie jej zwłoki ekshumowano i przeniesiono na stary cmentarz na Służewie. Na nagrobku wyryto pierwszą zwrotkę jej piosenki „Hej, chłopcy, bagnet na broń”.
Pośmiertnie awansowana do stopnia plutonowego Armii Krajowej oraz odznaczona orderami.

## Twórczość
Wiersze i piosenki pisała od 1928. Najbardziej znaną swoją piosenkę „Hej, chłopcy, bagnet na broń” napisała w styczniu 1943 dla żołnierzy „Baszty”. Stała się ona najpopularniejszą piosenką żołnierską Polski Walczącej i powstania warszawskiego. Tekst opublikowano po raz pierwszy na łamach konspiracyjnego pisma „Bądź Gotów” (20 listopada 1943 nr 21), a następnie przedrukowano kilkakrotnie w prasie powstańczej oraz w dwóch konspiracyjnych antologiach Pieśni Podziemne (1944) i Śpiewnik B.Ch. (październik 1944), a także w wielu antologiach powojennych.
W czasie okupacji znane były i śpiewane także jej dwie wcześniejsze (napisane w latach 1941–1942) piosenki „Kołysanka” (inny tytuł „Kołysanka o zakopanej broni”) i „Kujawiak” (inne tytuły „Kujawiak konspiracyjny”, „Kujawiak partyzancki”) oraz wiersze: „Polska”, „Modlitwa” i „Wiersz o Tobruku”.
Po wojnie wydano dwa zbiory jej wierszy i piosenek: „Smutna rzeka” i „Wiersze”. Jej teksty zostały wykorzystane przez Agę Zaryan na płycie „Umiera piękno”.

## Odznaczenia
- Krzyż Walecznych – pośmiertnie
- Złoty Krzyż Zasługi z Mieczami – pośmiertnie
- Medal Wojska – pośmiertnie
- Krzyż Armii Krajowej – pośmiertnie

## Upamiętnienie
- W marcu 1984 imię Krystyny Krahelskiej nadano Szkole Podstawowej nr 212 w Warszawie[9].
- W 2007 imieniem Krystyny Krahelskiej nazwano rondo na warszawskim Ursynowie znajdujące się na skrzyżowaniu ulic Płaskowickiej i al. Komisji Edukacji Narodowej[10].
- W 2022 we Włodawie odsłonięto ławeczkę Krystyny Krahelskiej[11].

### Odznaka Honorowa
Krystyna Krahelska jest patronką medalu ustanowionego i nadawanego przez Zarząd Główny Towarzystwa Przyjaciół Warszawy. „Odznaka Honorowa im. Krystyny Krahelskiej – Pamięci Powstania Warszawskiego” może być przyznana osobie fizycznej lub prawnej „za ocalenie od zapomnienia bohaterstwa żołnierzy i ludności cywilnej w Powstaniu Warszawskim 1944 r.” Nagradzane są różnorakie formy działalności zmierzające do przekazywania młodemu pokoleniu wspomnień z okresu powstania. O uhonorowanie odznaką mogą wnioskować urzędy i instytucje państwowe, zarządy główne stowarzyszeń kombatanckich, członkowie TPW, zarządy organizacji społecznych oraz instytucje oświatowo-wychowawcze.

## W kulturze popularnej
W piosence „Za wolność” z płyty „Morowe Panny” wykonywanej przez Halinę Mlynkovą w refrenie, wśród uczestniczek powstania warszawskiego wspomniana jest Krystyna Krahelska – „i nasza syrenka Danusia”.
Wokalistka o pseudonimie artystycznym „Heroica” — Agata Przychodzka — upamiętniła tę postać w utworze pod tytułem „Dla Krystyny”. Został on zamieszczony na jej debiutanckim albumie „Pamiętam”, wydanym w 2017 r.. W nagraniu utworu uczestniczył jako wokal w tle Grzegorz Jastrzębski, lider i wokalista zespołu Legion Twierdzy Wrocław, realizujący także projekty muzyczne pod szyldem Omerta (Omerta Band).

## Galeria

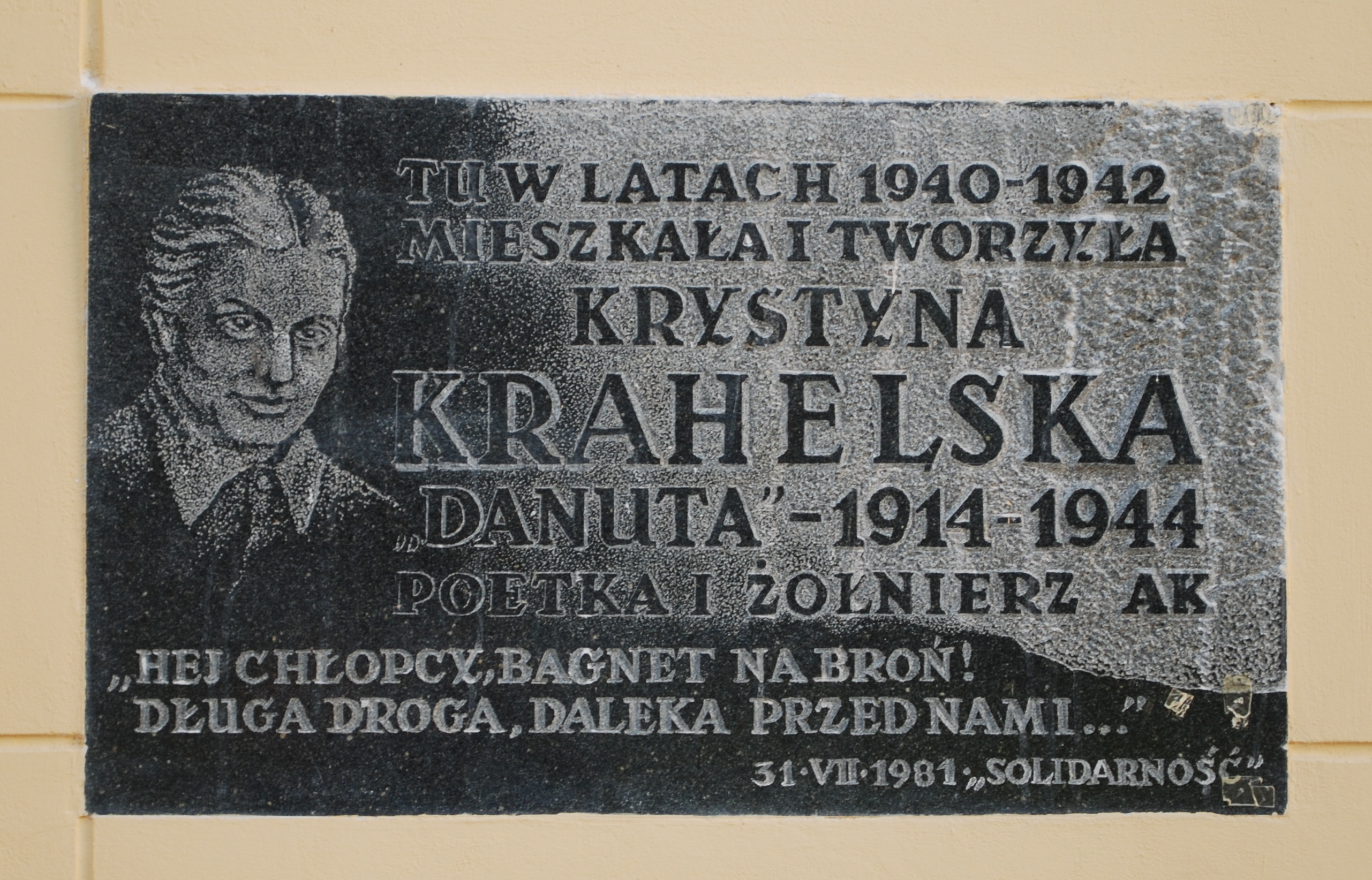
Tablica pamiątkowa poświęcona Krystynie Krahelskiej na ścianie Pałacu Czartoryskich w Puławach
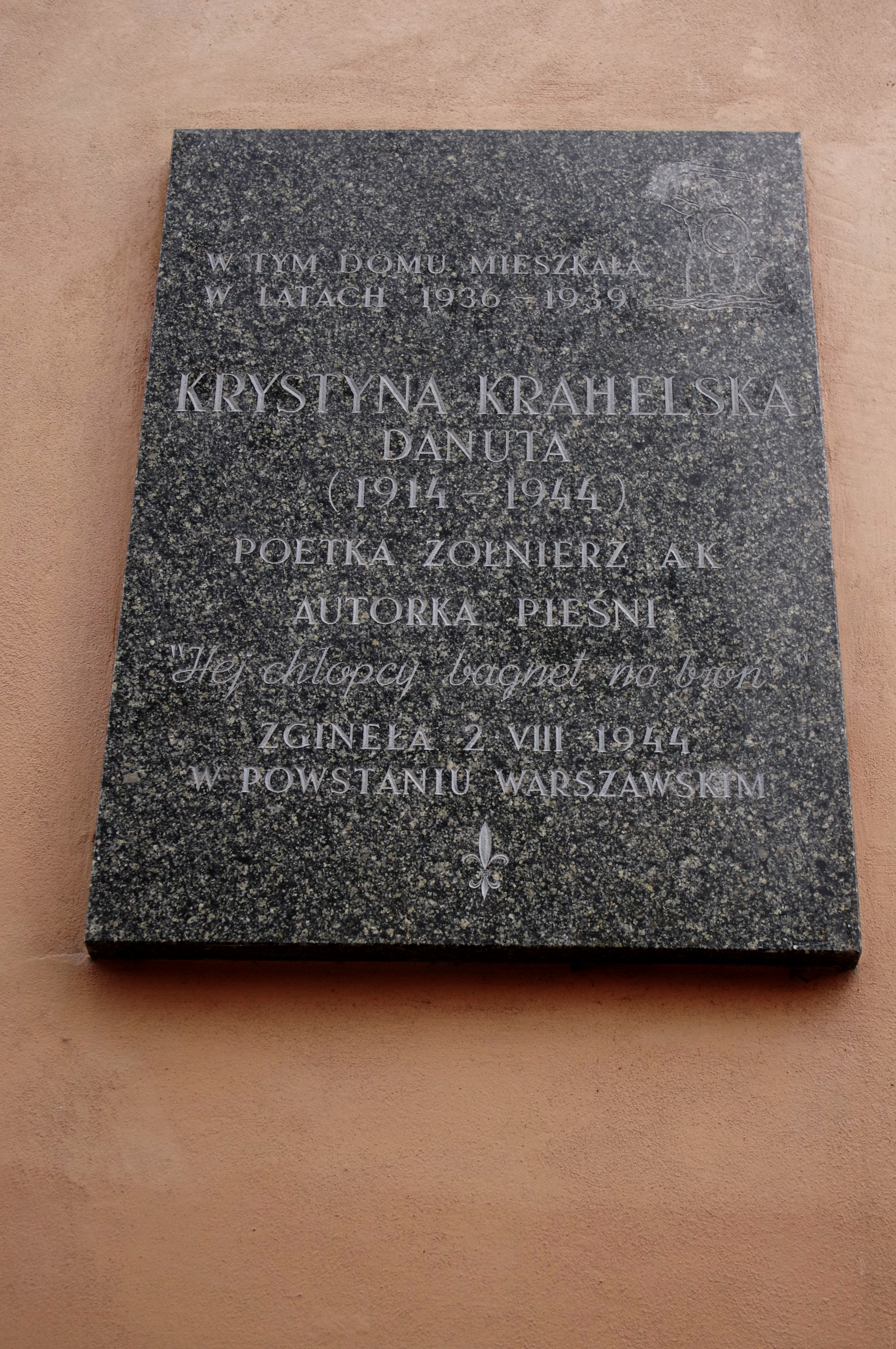
Tablica upamiętniająca Krystynę Krahelską przy ul. Rakowieckiej 57 w Warszawie, gdzie mieszkała w latach 1936–1939
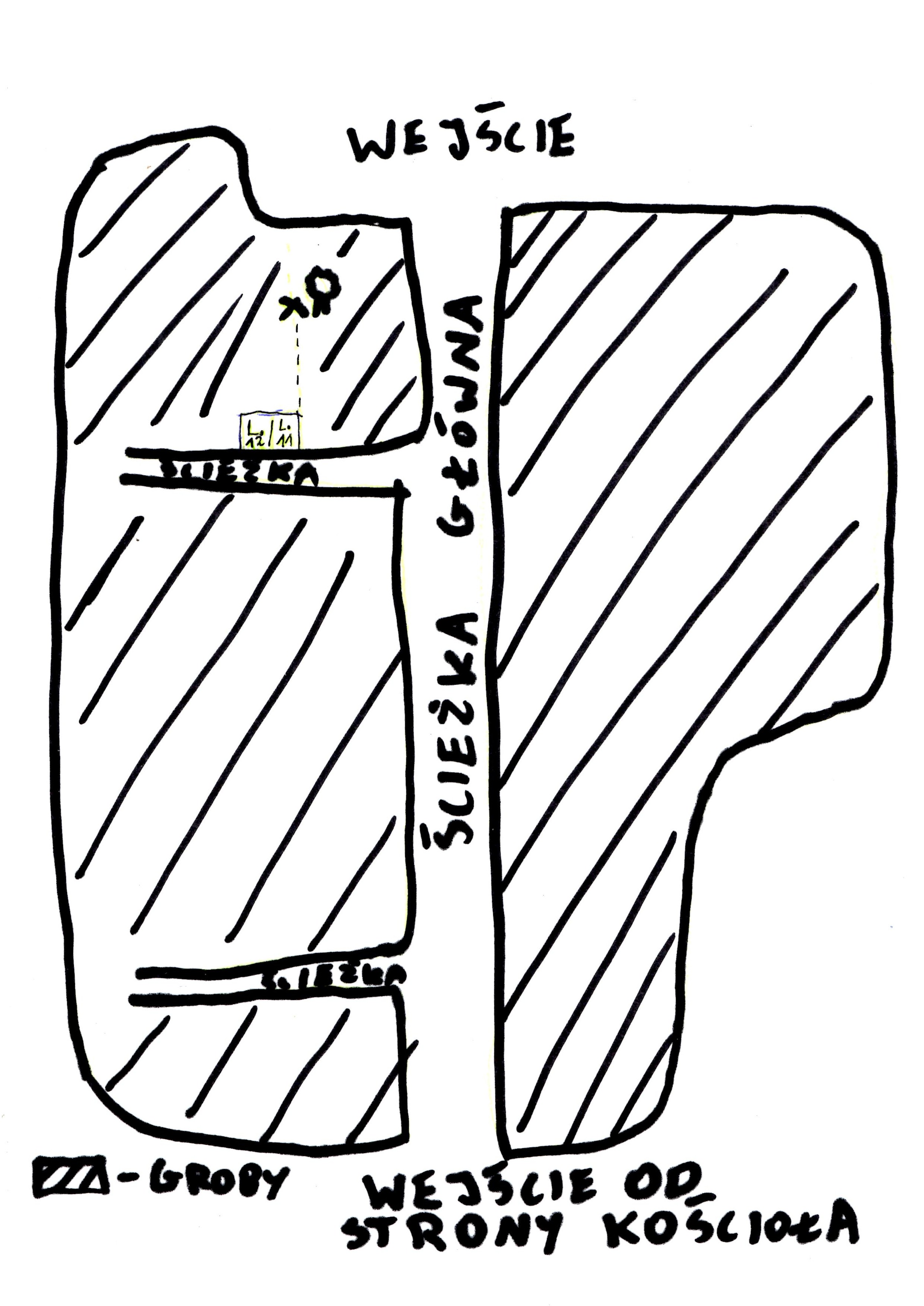
Mapka cmentarza przy ul. Fosa z lokalizacją grobu Krystyny Krahelskiej
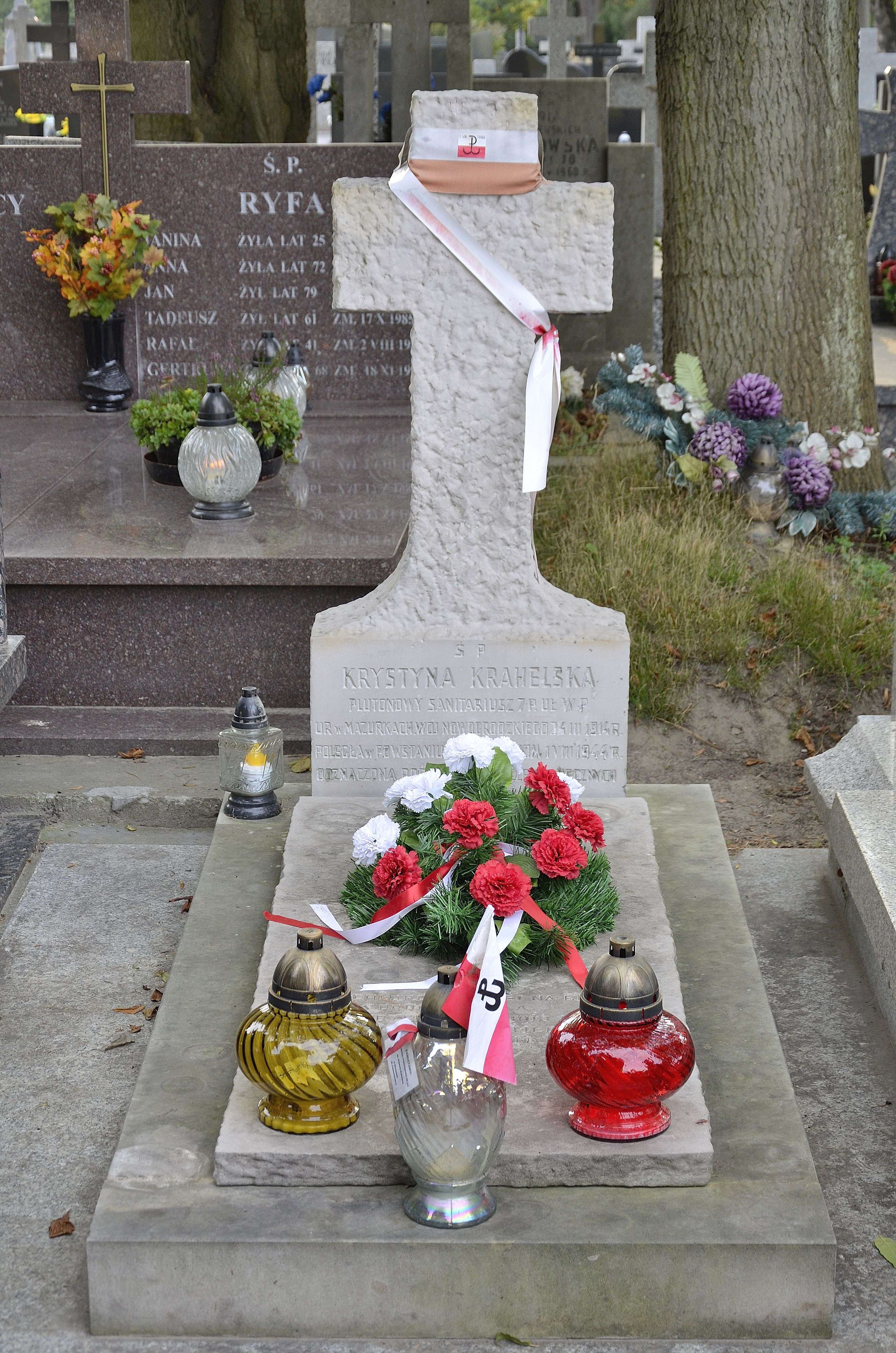
Grób Krystyny Krahelskiej